# فرودگاه بین‌المللی اوساکا
فرودگاه بین‌المللی اوساکا (به انگلیسی: Osaka International Airport) (به زبان بومی: Itami International Airport) یک فرودگاه همگانی باربری با کد یاتا ITM است که یک باند فرود آسفالت بتن دارد و طول باند آن ۳۰۰۰ متر است. این فرودگاه در شهر ایتامی، هیوگو کشور ژاپن قرار دارد .